# Owe Ljungdahl
Owe Ljungdahl (ur. 3 lipca 1967), szwedzki curler, mistrz świata juniorów z 1989.
Ljungdahl na arenie międzynarodowej zadebiutował jako rezerwowy w ekipie Pei Lindholma na Mistrzostwach Świata Juniorów 1988. Szwedzi zdobyli srebrne medale przegrywając z Kanadą (Jim Sullivan) 2:4. Rok później Owe grał na pozycji drugiego. Zespół z Östersund nie przegrał żadnego meczu w Round Robin. W półfinale reprezentacja Szwecji pokonała Szkotów (Allan Manuel), w finale zrewanżowała się Kanadyjczykom (Mike Wood) zdobywając tytuły mistrzów świata wynikiem 7:2. Owe został wówczas członkiem All-Star team.
W sezonie 1995/1996 Ljungdahl był otwierającym u Larsa-Åke Nordströma, drużyna reprezentująca Örnsköldsviks Curlingklubb wygrała mistrzostwa kraju. Szwedzi w Mistrzostwach Europy 1996 bez porażki wyszli z grupy, w fazie finałowej w pokonali kolejno Danię (Ulrik Schmidt) i Niemców (Daniel Herberg). Ostatecznie zdobyli srebrne medale ulegając w finale 3:10 Szkotom (Hammy McMillan).

## Drużyna
|           | Czwarty            | Trzeci           | Drugi         | Otwierający   |
| --------- | ------------------ | ---------------- | ------------- | ------------- |
| 1995/1997 | Lars-Åke Nordström | Jan Strandlund   | Örjan Jonsson | Owe Ljungdahl |
| 1988/1989 | Peja Lindholm      | Magnus Swartling | Owe Ljungdahl | Peter Narup   |